# Synagoga w Žamberku
Synagoga w Žamberku (cz. Synagoga v Žamberku) – synagoga znajdująca się w Žamberku w Czechach.
Synagoga została zbudowana w 1811 roku, na miejscu starszej, która spłonęła w 1810 roku. W późniejszym okresie była kilkakrotnie remontowana. Nabożeństwa odprawiano do II wojny światowej. 
Od 1947 roku synagoga pełni rolę świątyni Czechosłowackiego Kościoła Husyckiego. W 1954 roku budowla została przebudowana i dodano do niej wieżę. Na parterze znajduje się ekspozycja na temat dawnej gminy żydowskiej. W pobliżu zachował się cmentarz z 230 macewami z lat 1731–1941.